# Les Touches-de-Périgny
Les Touches-de-Périgny è un comune francese di 549 abitanti situato nel dipartimento della Charente Marittima nella regione della Nuova Aquitania.

## Società

### Evoluzione demografica
Abitanti censiti